# معاملة المثليين في آيسلندا
تتصف حقوق المثليات والمثليين ومزدوجي التوجه الجنسي والمتحولين جنسياً (اختصاراً: LGBT) في آيسلندا بأنها متقدمة للغاية. تسلمت حكومة الأقلية السلطة برئاسة يوهانا سيغورذاردوتير في فبراير 2009 ما جعلها أول رئيسة حكومة مثلية علناً في التاريخ الحديث. عدل البرلمان الآيسلندي قانون الزواج بتاريخ 11 يونيو 2010 ليعرّف الزواج على أنه اتحاد بين فردين، ما جعل زواج المثليين قانونيا. ودخل القانون حيز التنفيذ بتاريخ 27 يونيو 2010. كما حصل الأزواج المثليون على حق التبني والحصول على أطفال الأنابيب منذ عام 2006 تماماً كالأزواج المغايرين. يجدر الإشارة إلى أن آيسلندا من أكثر الدول الصديقة للمثليين في العالم.

## قانونية النشاط الجنسي المثلي
ألغي قانون تجريم النشاط الجنسي المثلي في آيسلندا عام 1940. وحُدد السن القانوني للنشاط الجنسي عند 14 سنة عام 1992، وتم رفعه ليصبح 15 عاماً في 2007 بصرف النظر عن التوجه الجنسي.

## الاعتراف القانوني بالعلاقات المثلية

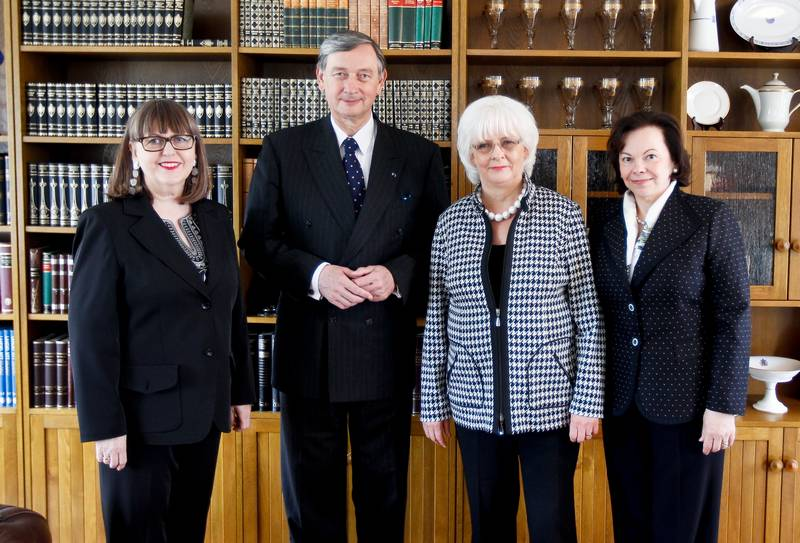
رئيسة الوزراء الآيسلندية السابقة يوهانا سيغورذاردوتير (الثانية في يمين الصورة) وزوجتها يونينا ليوسدوتير (يمين الصورة)، في زيارة رسمية إلى سلوفينيا

أصبحت الشراكات المسجلة قانونية للشركاء المثليين في البلاد عام 1996. وقد استبدل القانون المعروف ب«قانون الشراكات المسجلة» (بالآيسلندية: Lög um staðfesta samvist)‏ بقانون الزواج محايد الجنس في 27 يونيو 2010. عند تسجيل شراكاتهم، مُنح الشركاء المثليون العديد من الحقوق والمسؤوليات والمزايا ذاتها التي يتمتع بها الزواج، بما في ذلك القدرة على تبني الأطفال البيولوجيين لشريكهم.
قدمت الحكومة بتاريخ 23 مارس 2010 قانوناً يسمح للأزواج المثليين بالزواج. وقد وافق البرلمان الآيسلندي على مشروع القانون بتاريخ 11 يونيو عام 2010 بإجماع كامل أعضاءه في تصويت 49 لصالحه مقابل عدم تصويت أي عضو ضده. دخل القانون حيز التنفيذ يوم 27 يونيو من نفس العام. في ذلك اليوم، تزوجت رئيسة الوزراء يوهانا سيغورذاردوتير من شريكتها يونينا ليوسدوتير، لتصبحا واحدا من أول الأزواج المثليين الذين يتزوجون في آيسلندا.
صوتت كنيسة آيسلندا في شهر أكتوبر من عام 2015 لصالح السماح للأزواج المثليين بعقد زواجهم في الكنائس التابعة لها.

## التبني وتنظيم الأسرة
أصبح الأزواج المثليون الآيسلنديون مؤهلين لمجموعة من القوانين يوم 27 يونيو 2006. تضمنت هذه القوانين الوصول العام لتقنيات الإنجاب بالمساعدة بالإخصاب والسماح بالتبني المشترك للأطفال. وقد أصبح تبني أحد الشريكين للطفل البيولوجي للشريك الآخر قانونياً في البلاد منذ عام 2000.
لا يمكن تأجير الأرحام التجاري للأزواج المثليين من الذكور، وهو محظور وغير قانوني لجميع الأزواج بغض النظر عن التوجه الجنسي.

## الحماية من التمييز

خريطة آيسلندا مع علم فخر المثليين

وافق البرلمان الآيسلندي عام 1996 على تعديلات لقانون العقوبات ليُضاف التوجه الجنسي كأحد الأسس المعمول بها في قوانين مكافحة التمييز. مما جعل من رفض بضائع أو خدمات الأشخاص على حساب توجههم الجنسي أو القيام بمهاجمة شخص أو مجموعة من الأشخاص علانيةً بالسخرية أو التشهير أو الإساءة أو توجيه التهديدات بسبب توجههم الجنسي غير قانوني في آيسلندا.
ومنذ عام 2008 أصبح من غير القانوني التمييز ضد الأشخاص على أساس توجههم الجنسي في التعليم.
في عام 2014، وافق البرلمان على تعديل لقانون العقوبات، وأضاف الهوية الجندرية إلى قائمة أسباب مكافحة التمييز.
وحتى عام 2018، لم تكن لدى آيسلندا أي قوانين تحظر التمييز في العمل لأي سبب من الأسباب. أسس وزير الشؤون الاجتماعية الآيسلندي إيجلو هارذاردوتير، عام 2014 لجنة سلمت استنتاجاتها في نوفمبر 2016، حيث نصحت البرلمان بإقرار قانون التمييز العام. ويشمل هذا القانون الحماية على أساس التوجه الجنسي والهوية الجندرية والخصائص الجنسية (بالإنجليزية: sex characteristcs)‏. وفي 11 يونيو 2018، وافق البرلمان على قانون يحظر التمييز في العمل على أساس التوجه الجنسي والهوية الجندرية، التعبير الجندري والخصائص الجنسية، وغيرها. دخل القانون المعروف ب«قانون المساواة في المعاملة في مكان العمل» (بالآيسلندية: Lög um jafna meðferð á vinnumarkaði)‏، حيز التنفيذ في 1 سبتمبر 2018.

## الهوية الجندرية والتعبير عنها
صوّت البرلمان الآيسلندي يوم 11 يونيو 2012 لصالح قانون جديد يطرح قواعد ميسرة وسهلة جديدة للهوية الجندرية تسمح بالاعتراف الكامل بما يتعلق بالجنس المكتسب وإقرار قوانين تحمي الهوية الجندرية.
أُقرت هذه القوانين بتاريخ 27 يونيو 2012. تنص القوانين على أن المستشفى الجامعي الوطني في آيسلندا ملزم بتأسيس قسم مخصص لتشخيص اضطراب الهوية الجندرية، وإجراء جراحة إعادة تحديد الجنس. بعد الإتمام الناجح لإجراء يستغرق 18 شهراً المتضمن للعيش 12 شهراً بالتوافق من جندرهم، يتم عرض المتقدمين بعدها على لجنة من المتخصصين. إذا حددت اللجنة أن تشخيص اضطراب الهوية الجندرية ملائم للحالة المعروضة يتم إعلام السجل الوطني ويعين المتقدم اسماً جديداً يعكس جندرهم ويتم اعطاءه رقم تعريف جديد وبطاقة هوية شخصية جديدة. لا يشترط إجراء  إعادة تحديد الجنس من أجل تغيير الاسم رسمياً والاعتراف بالجندر.
في يونيو 2019، صوّت البرلمان الأيسلندي بأغلبية 45 صوتًا لصالح مقابل عدم تصويت أي أحد ضد (45-0) على مشروع قانون حداثي لتنفيذ «حالة الإعلان الذاتي لتغيير الجنس»، على غرار العديد من دول أوروبا وأمريكا الجنوبية. علاوة على ذلك، يسمح للقاصرين بتغيير جنسهم القانوني مع الموافقة الأبوية يشتمل مشروع القانون على خيار الجنس الثالث "X" في الوثائق الرسمية. يسمح القانون الجديد للأفراد المتحولين جنسياً بتغيير جنسهم القانوني دون الاضطرار إلى الطلاق، أو التعقيم، أو الخضوع لتشخيص الاضطرابات الطبية والعقلية، أو جراحة إعادة تحديد الجنس. دخل القانون حيز التنفيذ في 1 يناير 2020. تضمن مشروع القانون الأصلي حظراً على الجراحة التي تجرى على الأطفال ثنائيي الجنس، ولكن تم إسقاط هذا من مشروع القانون لزيادة فرص تمريره في البرلمان الأيسلندي. بدلاً من ذلك، تم إنشاء لجنة لمناقشة الأمر وتقديم تقرير في غضون عام.

## التربية الجنسية
منذ عام 2016، قامت مدينة هافنارفيورذور بتضمين معلومات حول العلاقات المثلية في دروسها الصف الثامن (من سن 14 إلى 15) للتثقيف الجنسي.
تنظم جامعة آيسلندا العديد من الأنشطة الاجتماعية، مثل الرحلات الميدانية، حيث يمكن للطلاب مناقشة ومعرفة قضايا مجتمع المثليين.

## التبرع بالدم
ليس باستطاعة الرجال من المثليين ومزدوجي التوجه الجنسي التبرع بالدم في آيسلندا حالياً.
قام أحد الرجال في آيسلندا برفع دعوة ضد حظر التبرع بالدم عام 2014 معتبراً السياسة الحالية مثالاً واضحاً عن التمييز.
أعلن وزير الصحة الآيسلندي في شهر أكتوبر من عام 2015 عن دعمه لإحداث تغييرات منتظمة لتمكيّن الرجال من المثليين ومزدوجي التوجه الجنسي بالتبرع بالدم في آيسلندا.
في وقت ما من عام 2019، ستسمح آيسلندا للرجال المثليين ومزدوجي التوجه الجنسي بالتبرع بالدم.

## الرأي العام
أظهر استطلاع للرأي أجرته غالوب في شهر فبراير من عام 2000 بأن نسبة 53% من الآيسلنديين يدعمون حق المثليين والمثليات بتبني الأطفال بينما كانت نسبة 12% قد أعلنت عن حيادها وكانت نسبة 35% ضد منح حق التبني.
أظهر استطلاع آخر لجالوب يعود لشهر يوليو 2004 بأن نسبة 87% من الآيسلنديين يدعمون الزواج من نفس الجنس.
نشرت بلانيت روميو وهي شبكة تواصل اجتماعية للإل جي بي تي في مايو 2015 أول مؤشرات السعادة للمثليين الخاصة بها. حيث تم سؤال رجال مثليين من أكثر من 120 بلداً حول شعورهم تجاه نظرة المجتمع من حولهم للمثلية الجنسية، وكيف يواجهون الطريقة التي يعاملهم بها الأشخاص الآخرين ومدى رضاهم بحياتهم. وأظهرت النتائج احتلال آيسلندا المرتبة الأولى مع نتيجة بلغت 79 على مؤشر السعادة.

## ظروف الحياة

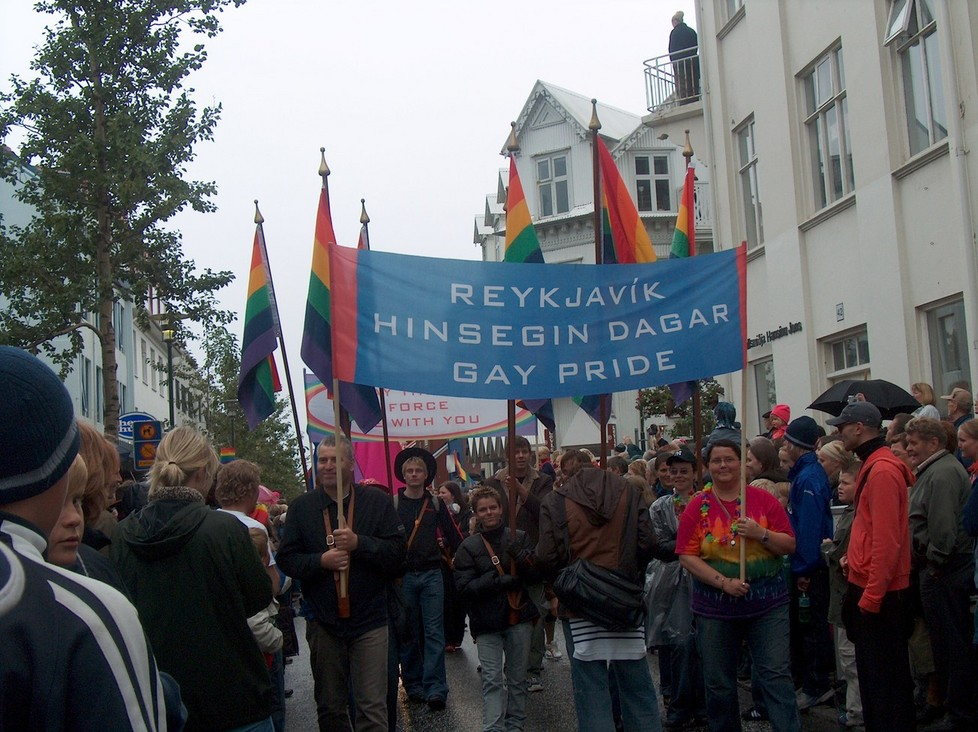
مسيرة فخر المثليين عام 2004 في ريكيافيك

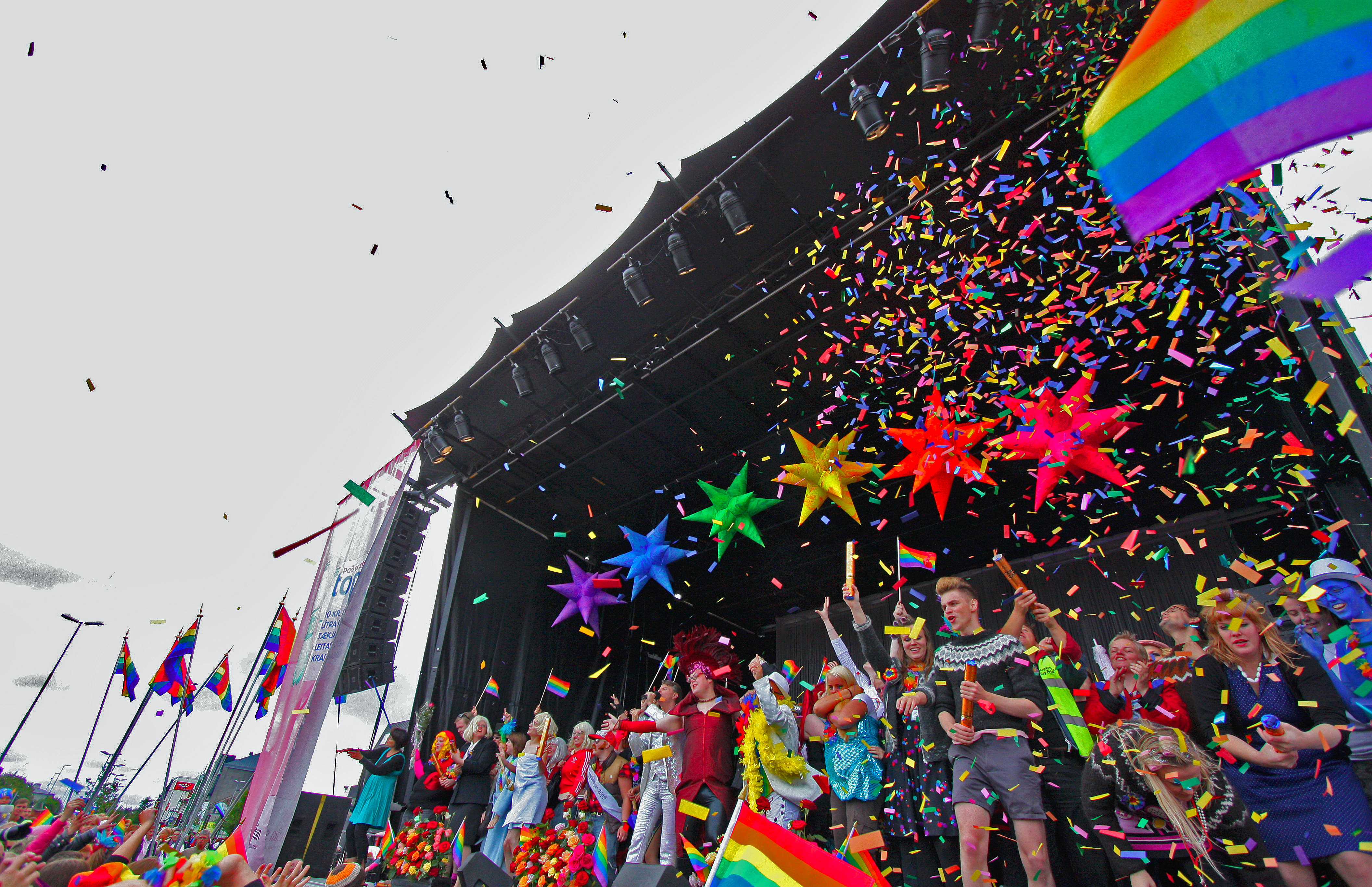
مشاركون في مسيرة فخر المثليين عام 2009 في ريكيافيك

بالرغم من عدد سكان آيسلندا الصغير نسبياً، إلا أن فهناك حضورا قويا لمجتمع المثليين وخاصة في العاصمة ريكيافيك مع وجهات معروفة مخصصة للمثليين من الحانات والمقاهي الخاصة بالمثليين مع وجود بعض الأماكن الأخرى ذات الحشد المختلط ما بين المثليين والمغايرين. أما في مناطق أخرى من آيسلندا فعدد السكان القليل يعني انعدام وجود مثل هذه الوجهات. لايوجد أي حانات للمثليين في أكوريري أكبر مدينة خارج منطقة العاصمة الآيسلندية.
عادةً ما تعقد مسيرات فخر المثليين في آيسلندا خلال شهر أغسطس من كل عام. وتعتبر إحدى أكبر الأحداث السنوية في آيسلندا. في عام 2015، حضر وشارك حوالي 100,000 شخص في مسيرة فخر المثليين في ريكيافيك، ما يمثل حوالي 30% من سكان آيسلندا. شارك الرئيس الآيسلندي غودني يوهانسن في مسيرة فخر ريكيافيك عام 2016 ما يجعله أول رئيس آيسلندي يحضر مسيرة فخر للمثليين.
يُشار إلى آيسلندا على أنها من أكثر الدول الصديقة للمثليين جنسياً في العالم. وعلى الرغم من الكراهية العامة التي تعرض لها مجتمع المثليين في السابق حتى عقد الثمانينات، فقد ازداد القبول بشكل كبير منذ ذلك الحين. ومن بين أوائل الأشخاص المثليين الذين أفصحوا علانية عن توجههم الجنسي، هيرذور تورفاسون و«آنا كريستيانسدوتير»، اللذان واجها في البداية التمييز والسخرية العامة. تشكلت أول منظمة آيسلنديّة للدفاع عن حقوق المثليين جمعية '78 في عام 1978. على مدار السنوات التالية، بدأت مجموعات ونشطاء المثليين بالدخول في الساحة العامة ويرفعون الوعي بقضيتهم وحركتهم. مع زيادة الحضور، بدأت المواقف المجتمعية تتطور وتصبح أكثر قبولًا وتسامحًا. في عام 1996، تم تقنين الشراكات المسجلة للشركاء المثليين، جعل آيسلندا الدولة الرابعة على مستوى العالم تقدم الاعتراف القانوني للعلاقات المثلية (بعد الدنمارك، النرويج، والسويد). كما تم سن قوانين مكافحة التمييز التي تشمل التوجه الجنسي، وتم تبني المثليين للأطفال، وتم سن قوانين التحول الجنسي، مما يسمح للمتحولين جنسياً بتغيير جنسهم القانوني في الوثائق الرسمية. في عام 2010، صوت البرلمان الآيسلندي بالإجماع على تقنين زواج المثليين؛ أصبحت أيسلندا البلد التاسع التي تقوم بتشريعه، وانظمت بذلك إلى كل من هولندا، بلجيكا، إسبانيا، كندا، جنوب أفريقيا، النرويج، السويد، والبرتغال. بالإضافة إلى ذلك، رئيسة الوزراء السابقة يوهانا سيغورذاردوتير (2009-2013)، أول رئيسة حكومة مثلية علناً في التاريخ الحديث، وأصبحت مع شريكتها يونينا ليوسدوتير واحدة من أوائل الأزواج المثليين الذين تزوجوا في آيسلندا بعد إقرار القانون الجديد. لقد وجدت استطلاعات الرأي دعمًا عامًا كاسحًا لزواج المثليين وحقوق المثليين على نطاق أوسع. أظهر استطلاع للرأي أجري عام 2004 أن 87% من الأيسلنديين يؤيدون زواج المثليين، وهو واحد من أعلى المعدلات في العالم. علاوة على ذلك، في عام 2015، صوتت كنيسة أيسلندا (حوالي ثلثي الأيسلنديين أعضاء فيها) للسماح للأزواج المثليين بالزواج داخل كنائسها.
تعتبر آيسلندا مكانا آمنا للغاية لكل من المواطنين والمسافرين من مجتمع المثليين والمثليات ومزدوجي التوجه الجنسي والمتحولين جنسيا، وقد تم إدراجها في «أفضل 10 وجهات لعقد زواج المثليين» بواسطة مجلة لونلي بلانيت.

## ملخص
| قانونية النشاط الجنسي المثلي                                                                | (منذ عام 1940)                                             |
| المساواة في السن القانوني للنشاط الجنسي                                                     | (منذ عام 1992)                                             |
| قوانين مكافحة التمييز في التوظيف                                                            | (منذ عام 2018)                                             |
| قوانين مكافحة التمييز في توفير السلع والخدمات                                               | (منذ عام 1996)                                             |
| قوانين مكافحة التمييز في جميع المجالات الأخرى (تتضمن التمييز غير المباشر، خطاب الكراهية)    | (منذ عام 1996)                                             |
| القوانين المناهضة للتمييز المتعلقة بالهوية الجندرية                                         | (منذ عام 2014)                                             |
| زواج المثليين                                                                               | (منذ عام 2010)                                             |
| الاعتراف القانوني بالأزواج المثلية                                                          | (منذ عام 1996)                                             |
| تبني أحد الشريكين للطفل البيولوجي للشريك الآخر                                              | (منذ عام 2000)                                             |
| التبني المشترك للأطفال من قبل الأزواج المثليين                                              | (منذ عام 2006)                                             |
| يسمح للمثليين والمثليات الخدمة ومزدوجو التوجه الجنسي والمتحولين جنسيا بالخدمة علناً في الجيش | لا يوجد جيش                                                |
| الحق في تغيير الجنس القانوني                                                                | Yes                                                        |
| الاعتراف بالجنس الثالث                                                                      | (منذ عام 2020)                                             |
| حظر علاج التحويل على القاصرين                                                               | (لم يتم توثيق أن علاج التحويل يتم ممارسته)                 |
| إزالة تصنيف المثلية الجنسية كمرض                                                            | Yes                                                        |
| إزالة تصنيف لبسة الجنس الآخر كمرض                                                           | Yes                                                        |
| إزالة تصنيف تغيير الجنس كمرض                                                                | Yes                                                        |
| الوصول لأطفال الأنابيب لكل الأزواج                                                          | (منذ عام 2006)                                             |
| الأمومة التلقائية للطفل بعد الولادة                                                         | (منذ عام 2006)                                             |
| تأجير الأرحام التجاري للأزواج المثليين من الذكور                                            | محظور وغير قانوني لجميع الأزواج بغض النظر عن التوجه الجنسي |
| السماح للرجال الذين يمارسون الجنس مع الرجال بالتبرع بالدم                                   | (في الانتظار)                                              |